# Varennes-sur-Morge
Varennes-sur-Morge ist eine Gemeinde mit 432 Einwohnern (Stand: 1. Januar 2022) im zentralfranzösischen Département Puy-de-Dôme in der Region Auvergne-Rhône-Alpes. Die Gemeinde gehört zum Arrondissement Riom und zum Kanton Aigueperse (bis 2015: Kanton Ennezat).

## Lage
Varennes-sur-Morge liegt etwa 19 Kilometer nordnordöstlich von Clermont-Ferrand und etwa sieben Kilometer nordöstlich von Riom in der Limagne an der Morge. Umgeben wird Varennes-sur-Morge von den Nachbargemeinden Le Cheix-sur-Morge im Norden, Sardon im Nordosten, Martres-sur-Morge im Osten, Clerlande im Süden, Pessat-Villeneuve im Südwesten sowie Cellule im Westen.

## Bevölkerungsentwicklung
| Jahr                       | 1962 | 1968 | 1975 | 1982 | 1990 | 1999 | 2006 | 2013 |
| Einwohner                  | 213  | 206  | 207  | 261  | 282  | 297  | 372  | 413  |
| Quellen: Cassini und INSEE |      |      |      |      |      |      |      |      |

## Sehenswürdigkeiten
- Kirche Saint-Martin, Monument historique

## Weblinks

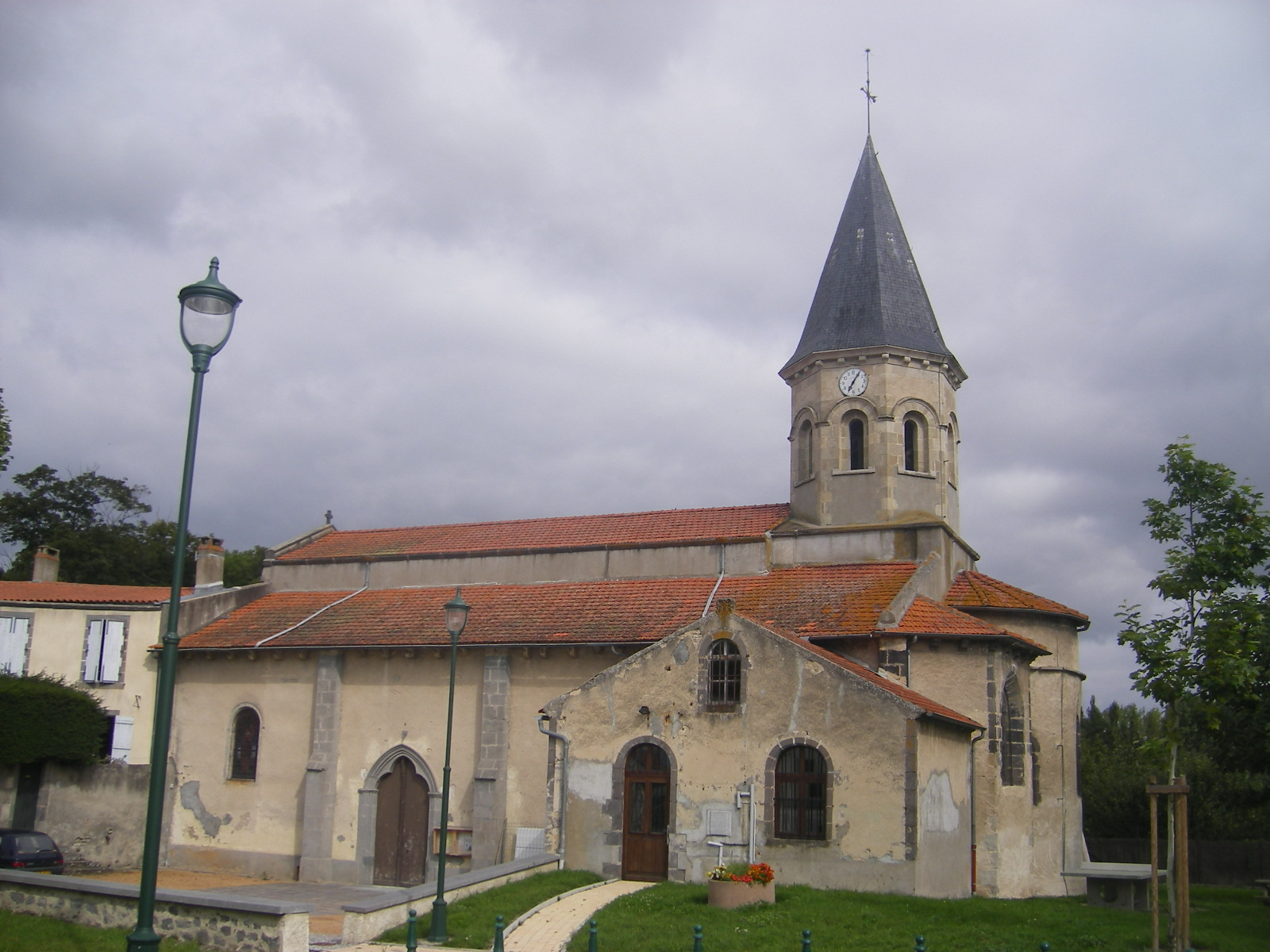
Kirche Saint-Martin